# 羽栗町
羽栗町（はぐりちょう）は愛知県岡崎市東部地区の町名。丁番を持たない単独町名であり、32の小字が設置されている。

## 地理
岡崎市の南東に位置する。町中心部に羽栗台団地が存在する。

### 河川
- 羽栗川

### 小字
| - 字阿折欠（あおりかけ） - 字有田（ありた） - 字池尻（いけじり） - 字戌持（いぬもち） - 字後畑（うしろばた） - 字大入（おおいり） - 字奥入（おくいり） - 字乙ケ入（おとがいり） - 字片井上呂（かたいじょろ） - 字金田（かねだ） - 字金田口（かねだぐち） | - 字上ノ山（かみのやま） - 字坂下（さかした） - 字下田（しもだ） - 字善城（ぜんじょう） - 字高久後（たかくご） - 字多賀屋敷（たがやしき） - 字田中（たなか） - 字大上（だいじょう） - 字大別当（だいべっとう） - 字茶木入（ちゃぎいり） - 字中ノ坪（なかのつぼ） | - 字中屋敷（なかやしき） - 字長寄（ながよせ） - 字花立（はなたち） - 字日当（ひあたり） - 字平松（ひらまつ） - 字法ケ堂（ほっけどう） - 字本沢（ほんざわ） - 字孫八（まごはち） - 字向田（むかいだ） - 字無量寺（むりょうじ） |

## 世帯数と人口
2019年（令和元年）5月1日現在の世帯数と人口は以下の通りである。
| 町丁   | 世帯数  | 人口  |
| ------ | ------- | ----- |
| 羽栗町 | 288世帯 | 741人 |

### 人口の変遷
国勢調査による人口の推移
| 1995年（平成7年）  | 999人   | [ 5 ] |  |
| 2000年（平成12年） | 1,032人 | [ 6 ] |  |
| 2005年（平成17年） | 997人   | [ 7 ] |  |
| 2010年（平成22年） | 949人   | [ 8 ] |  |
| 2015年（平成27年） | 926人   | [ 9 ] |  |

## 小・中学校の学区
市立小・中学校に通う場合、学区は以下の通りとなる。
| 番・番地等 | 小学校             | 中学校             |
| ---------- | ------------------ | ------------------ |
| 全域       | 岡崎市立山中小学校 | 岡崎市立東海中学校 |

## 歴史
額田郡羽栗村を前身とする。

### 史跡
- 山中城

## 交通
道路
- 愛知県道324号生平幸田線（吉良道）

## 施設

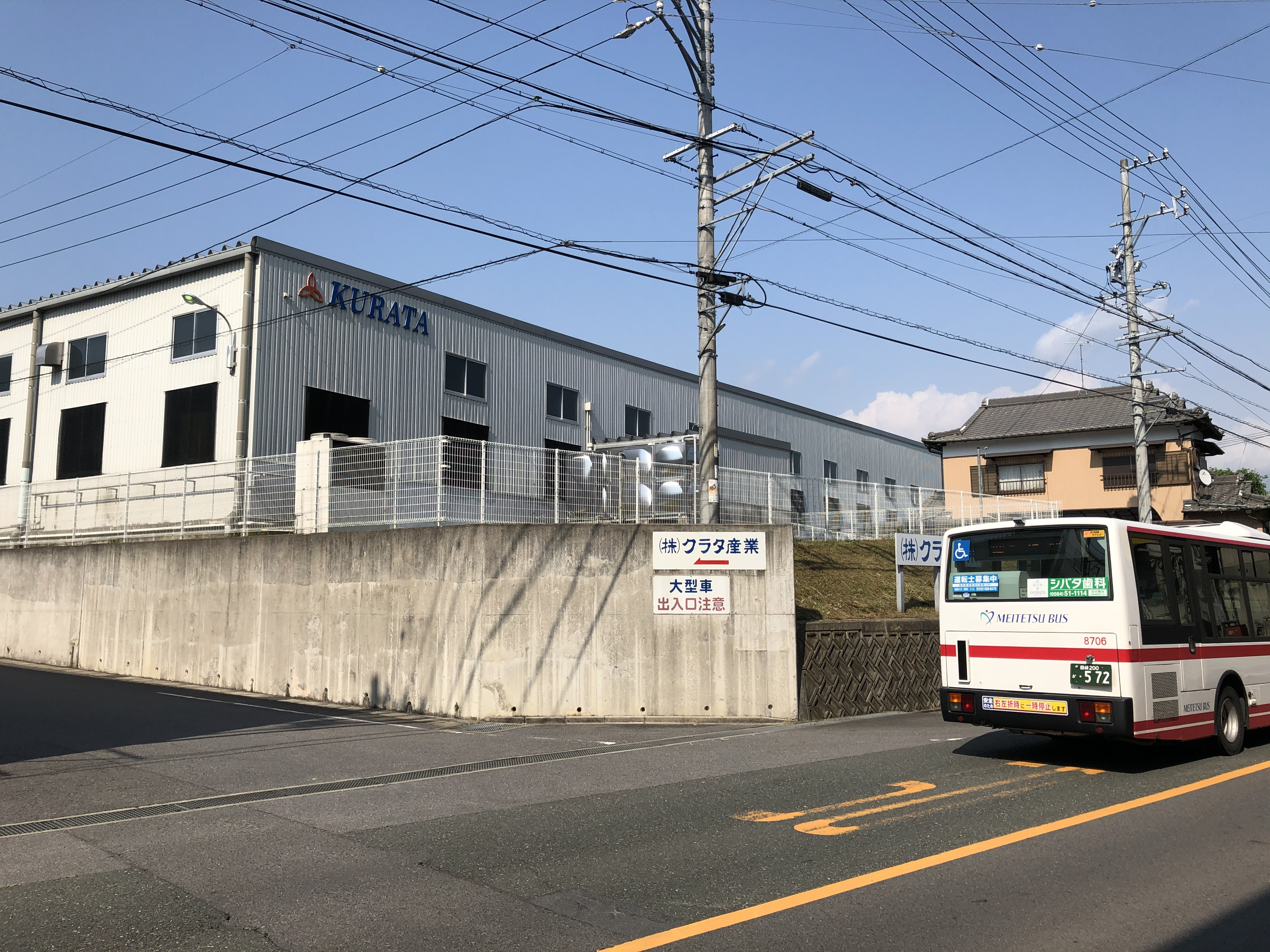
クラタ産業

- 中部電力羽栗変電所
- 順因寺
- 無量寺
- 熊野神社
- 山王社
- クラタ産業 本社
- オカウレ 本社
- 東海紙器 岡崎工場

## その他

### 日本郵便
- 郵便番号 : 444-3514[3]（集配局：岡崎郵便局[11]）。

## 参考資料
- 「角川日本地名大辞典」編纂委員会 編『角川日本地名大辞典 23 愛知県』角川書店、1989年3月8日。ISBN 4-04-001230-5。
- 有限会社平凡社地方資料センター 編『日本歴史地名体系第23巻 愛知県の地名』平凡社、1981年。ISBN 4-582-49023-9。